# Daly (fiume)
Il fiume Daly (in inglese Daly River) è un fiume dell'Australia settentrionale.